# 珠江大桥
珠江大桥是中华人民共和国广东省广州市荔湾区一座跨越珠江的桥梁，由东西两桥组成。东桥连接中山八路和大坦沙岛，西桥自大坦沙岛接广佛公路和芳村大道。本桥承载着广茂铁路和雙橋路，是广州市公路和铁路交通西向通道的重要设施。本桥两侧是2005年修建的内环路广佛放射线，西桥北侧则为广州地铁5号线滘口站–坦尾站的高架区间。
本桥的前身西南大桥在陳濟棠治粤时期的1930年代便已动工，却在桥墩仍在施工时停工，直到1958年才更名为珠江大桥并重新动工，随后于1960年通车，成为第二座跨珠江的桥，也打通了广州市西向的陆上通道。由于经济不断发展，珠江大桥逐渐变得拥堵，到广佛放射线启用后才得以缓解。目前因应广湛高铁和荔南联络线工程，本桥正在进行新一轮改造工程。

## 数据

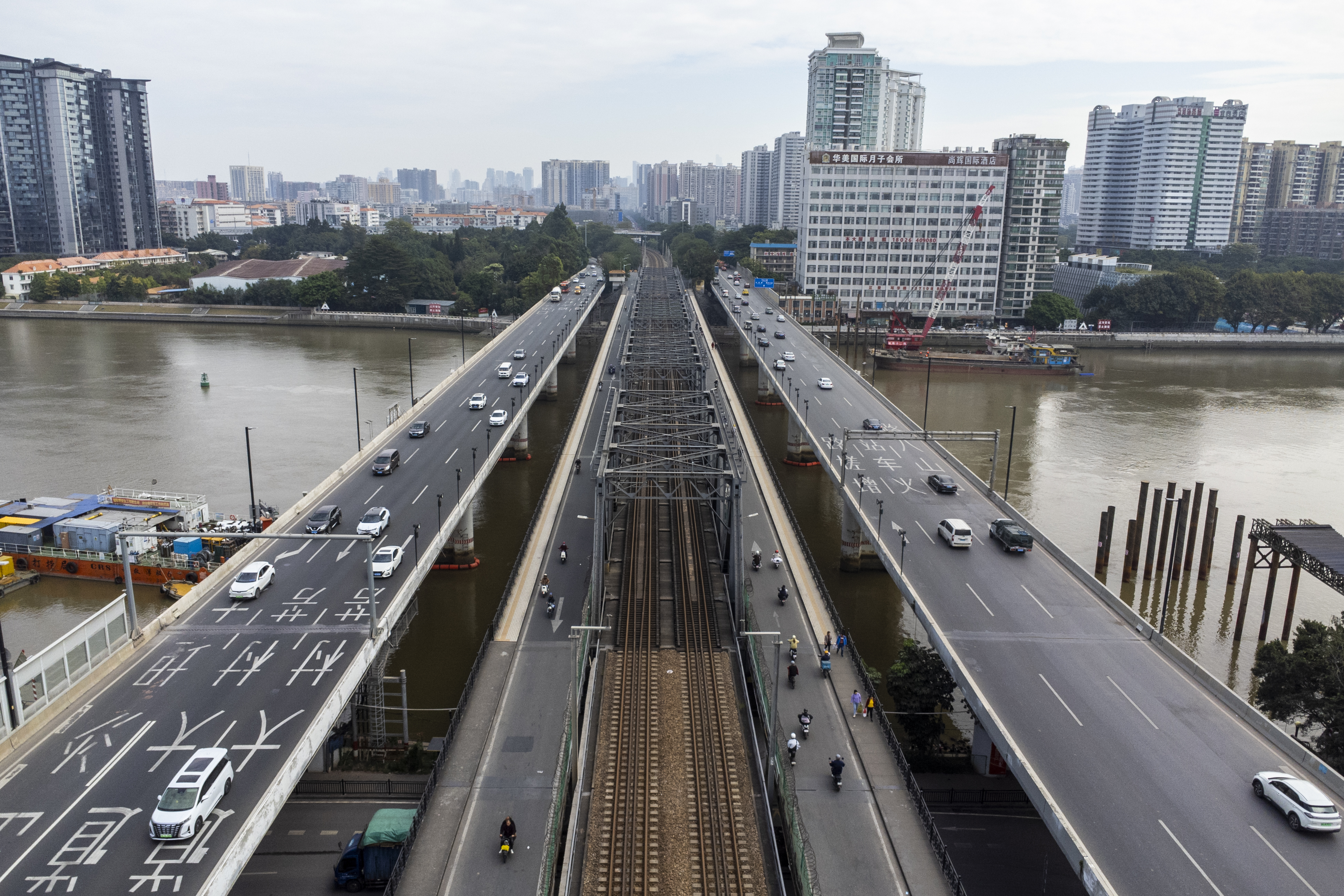
珠江大桥东桥（中间）。两侧公路桥为广佛放射线；外右侧为建设中的临时钢栈桥，以满足旧桥拆除后行人过江的需求。

|          | 东桥                   | 西桥                   |
| -------- | ---------------------- | ---------------------- |
| 长度     | 约336米                | 约415米                |
| 宽度     | 22.6米                 | 22.6米                 |
| 公路桥   | 宽4.5米，双向各1条车道 | 宽4.5米，双向各1条车道 |
| 人行道   | 宽1.3米                | 宽1.3米                |
| 通航净空 | 8.5米                  | 6米                    |

## 建造过程

### 初次施工

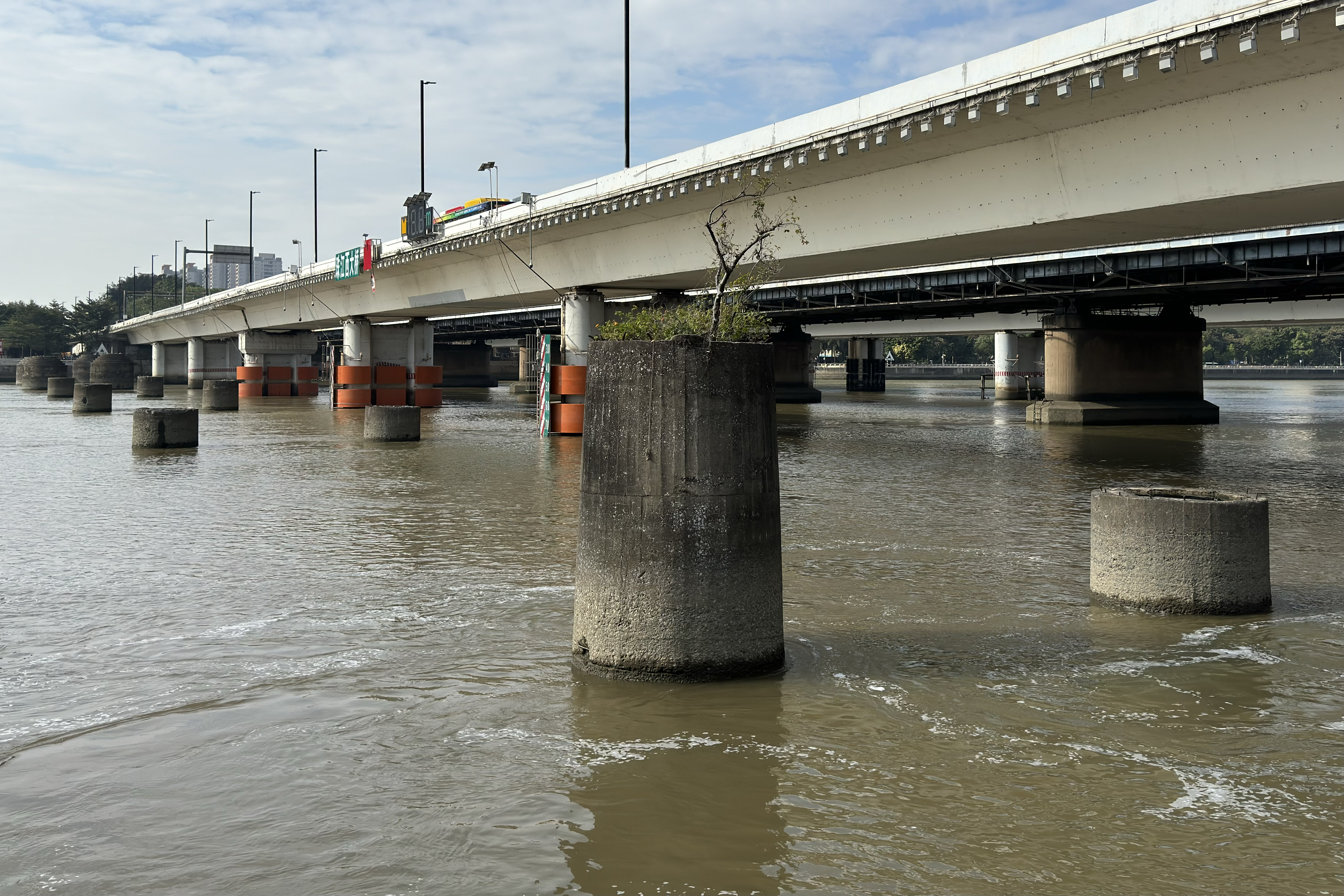
遗留的西南铁桥西桥桥墩

珠江大桥最早可追溯至时任广州市工务局局长程天固在民国19年（1930年）编著的《廣州市工務之實施計劃》中，提议设置连接黄沙站和石围塘站的省河铁桥，为公路铁路两用桥，可联通市区和芳村一带的工业区；亦可使粤汉铁路与广三铁路接轨，从而打通往粤西地区的通道。

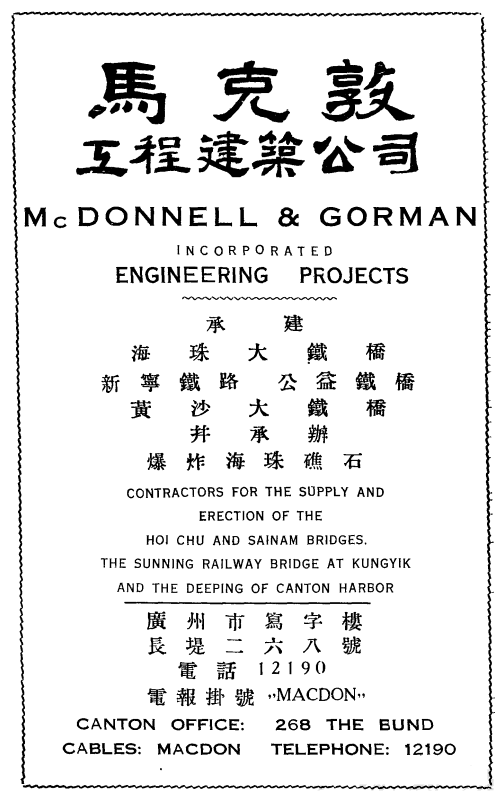
馬克敦公司廣告，其中“黄沙大铁桥”和“西南大桥”（Sainam Bridge）即为本桥

民国20年（1931年），廣州市政府通过程天固之提议，遂与粤汉铁路广韶段管理局商议共同修建黄沙大桥，费用由双方平摊。相较程氏之方案，市府与粤汉铁路株韶段工程局实地勘察后，认为原选址河道狭窄、流急水深，桥梁工程浩大，加上高度差原因使得需要征拆大量建筑，故提议将铁桥位置北移至2公里外的如意坊处，以减小工程量。该年12月15日，市府方、铁路方在广东省建设厅的见证下，与美商麦克顿公司（McDonnell & Gorman，同为海珠橋的承包商）签订工程合约。但该方案需跨越黄沙火车站和黄沙码头，被指增加附加工程费，更阻挡内港水道交通，相关方勘察后决定大桥改为穿过牛牯沙南部，分为东西两桥。大桥名亦改为西南大桥，既是因为这座桥位于当时的广州市的西南面，也有说法认为当时的粤系军阀、时任國民革命軍第四軍军长的陳濟棠想通过这一桥名，呼应粤系主导的西南两机关，宣示自己与南京中央政府分庭抗礼的意图。
民国22年（1933年），廣東省政府核准珠江西南铁桥工程。大桥遂于该年10月4日动工，时任市长刘纪文举行奠基礼。是年，这座桥被列入《广东省三年施政计划》。此时，西南大桥的预算折合银235.2万两，桥型为穿式钢桁架桥，载重等级为古柏氏E-35，附加200吨汽车2辆，通航净高4.2米。东桥4孔全长200米，其中第二孔为旋转式钢梁，供桥梁开合及船只通过。西桥6孔全长300米，梁净宽8.53米。墩台为双圆柱加横梁，沉井基础。由于英方谋求廣九鐵路与粤汉铁路接轨，而市政府无力同时支持两项铁路接轨工程实施，故减少对本项目投资，进而引发麦克顿公司破产；加上设计中公路和铁路共用车道，不符合铁路行车的要求，故在民国25年（1936年）9月完成东桥桥墩97%、西桥桥墩60%工程后，大桥停工。在日军入侵广州后，工程中止。已经完工的桥墩便一直闲置于江中。西桥桥墩在修建时，沉井均未下沉至岩层，因此建成后出现了倾斜。
日本投降后，廣州市政府、廣東省政府与粤汉区铁路管理局再次商议建造西南大桥之事，但因内战持续，一直未能复工。当局一度在1947年决定委托上海的中国桥梁公司施工，在1948年更有大桥将复工的消息，但最后均无下文。

### 再次施工

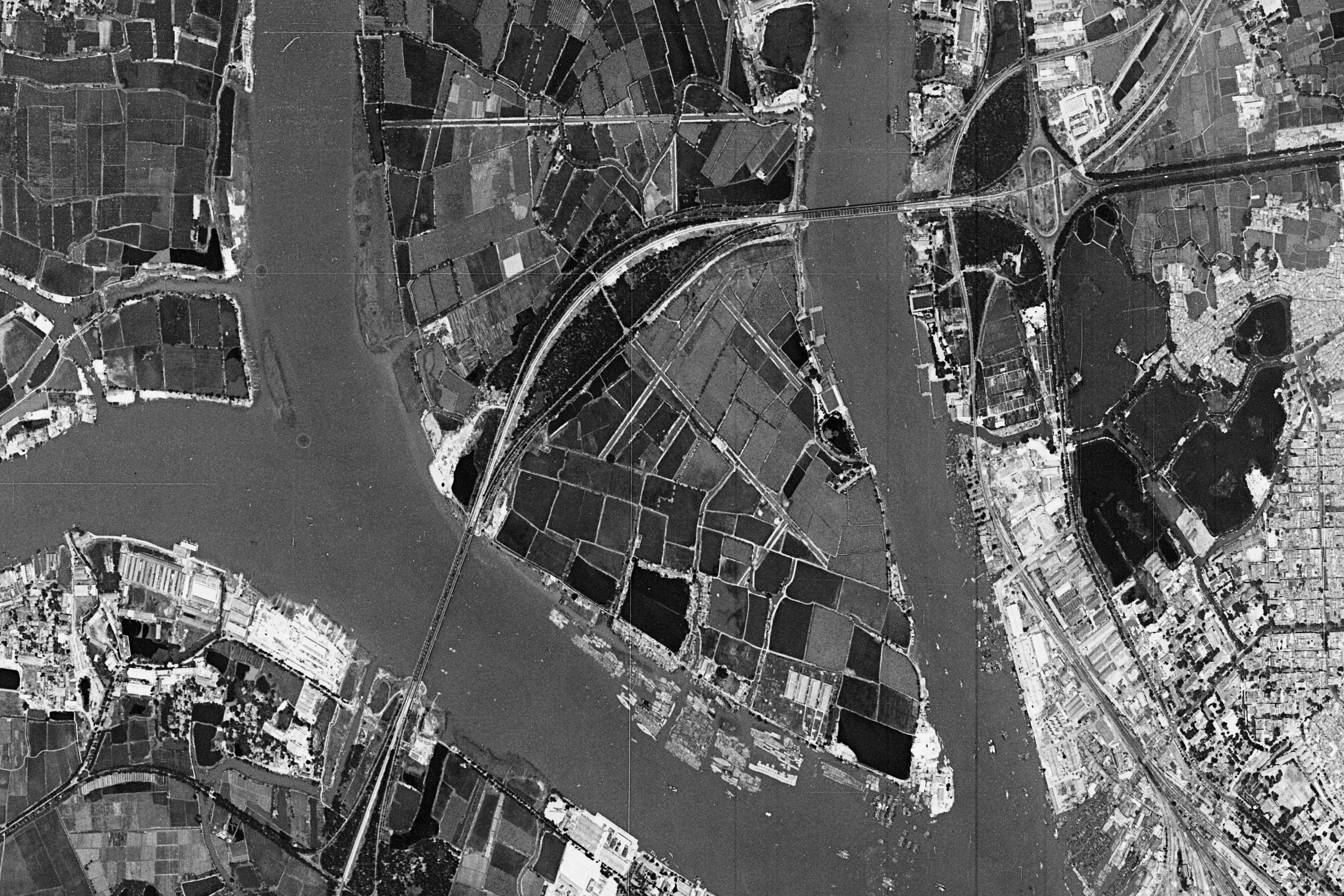
1966年珠江大桥卫星影像

在大跃进时期的1958年，修建西南大桥成为了广州铁路局（以下简称广铁）和广州市政府的大事。同年4月，广铁与市政府议定建桥事项，决定利用既有桥址，但不再保留开合功能，桥名也改为珠江大桥。同年6月，广铁报请铁道部立项后，铁道部指定大桥工程局设计和建造珠江大桥。随后，大桥工程局指定大桥工程局五处负责施工。
动工前，施工单位勘测发现，遗留的桥墩中，东桥有2个桥墩沉井达到岩层，可部分利用，其余需要全部新建，而西桥桥墩则因施工缺陷全部废弃。1958年10月19日，全桥基础工程在东西两桥全面展开。1959年末，大桥全部墩台建成，到1960年3月，大桥钢梁合拢。至1960年5月，主桥工程接近完成时，时任市长朱光亲自担任珠江大桥通车工程总指挥，率领工人、学生、机关干部、居民5000余人，解放军2000余人，配合施工单位及民工总计5万多人，日夜赶工4个月，使大桥于1960年9月30日竣工。10月2日，大桥上的铁路与公路一齐正式通车。11月，市人民委員會、省交通厅、铁道部广州铁路局、大桥工程局、基建总局、铁四院组成的验收委员会认为“大桥质量优良，同意交付使用”。
施工中，施工单位共灌注水泥1.32万立方米，使用钢筋544吨。架设钢梁12孔共计4600吨，完成土方2.04万立方米，片石场土约4000立方米。全桥工程预算1710万元，实际成本约1510万元，平均每延长米实际造价2.01万元。

## 建成后

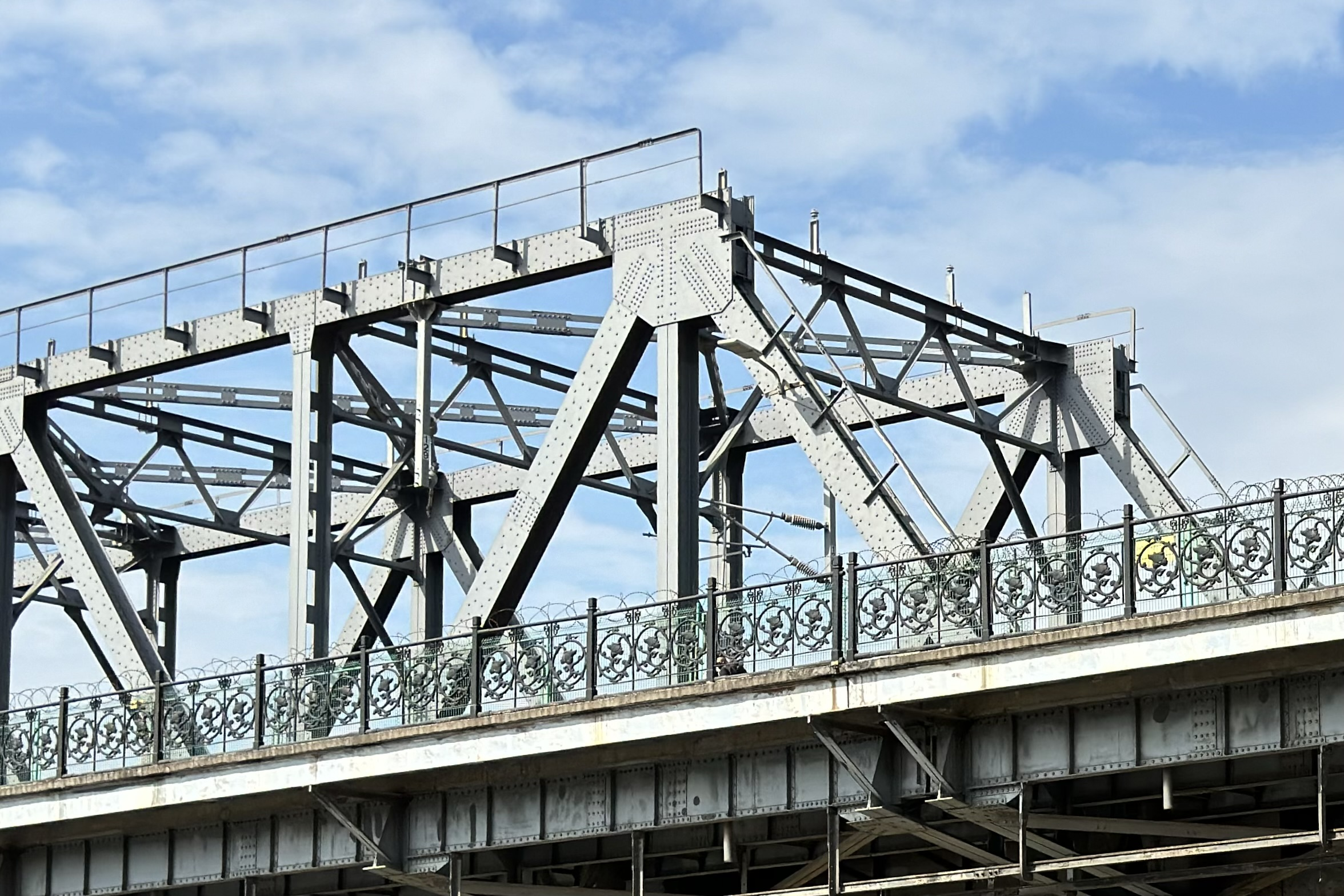
西桥钢架及护栏装饰

本桥建成后一直有武警驻守。建成后，经过大桥的铁路被称为“广三联络线”；因为运量小，只有西北一侧的正线投入使用，而另一条正线在1994年才铺设。2000年，广铁集团将广三铁路和三茂铁路合并为广茂铁路，本桥也成为了广茂铁路正线的一部分。2003年起，作为内环路广佛放射线的一部分，新的跨珠江公路桥在这座老桥两侧开工，并于2005年2月建成。由于既有的公路桥为水泥路面且伸缩缝密集，驾驶体验不佳，不如新公路桥宽敞平坦，因此新公路桥建成后，大部分车辆都选择改道，甚至一些自行车也会违规驶入未设非机动车道的新桥。

### 改造
1980年代，在广三铁路尚未建成复线时，为了缓解公路交通的压力，广州市政府曾提议在本桥预留铁路复线的位置暂时增加一条公路车道。随后在1986年3月，广州铁路局工务处开始设计这一工程，并于1987年9月30日建成通车。由于新加的车道属于临时工程，广铁工务处设计了3种特别的汽车道板，且只允许1.75吨以下的车辆通行。在临时车道建成后，来往本桥的汽车从3万辆增加到了4.2万辆，平均过桥时间减少了20分钟。
1993年5月，广州西至三眼桥区间复线动工，1994年9月30日竣工。2010年代，为了将南广铁路、贵广客运专线和广佛肇城际轨道交通接入广州站，作为广茂铁路广州—三眼桥区间的一部分，本桥上的轨道也挂上了接触网，并于2015年12月14日0时起通电。
新桥建成后，交通管理部门曾考虑过将本桥的公路部分改为人行道和非机动车道；同时，大部分私家车已经选择路况更好的广佛放射线桥，只有少量公交车尚未改道。2006年8月-10月间，珠江大桥进行了整修，这期间每晚22时至次日6时间公路部分会暂时关闭。最终，在广佛放射线通车后的几年间，本桥的公路部分被改为非机动车道。

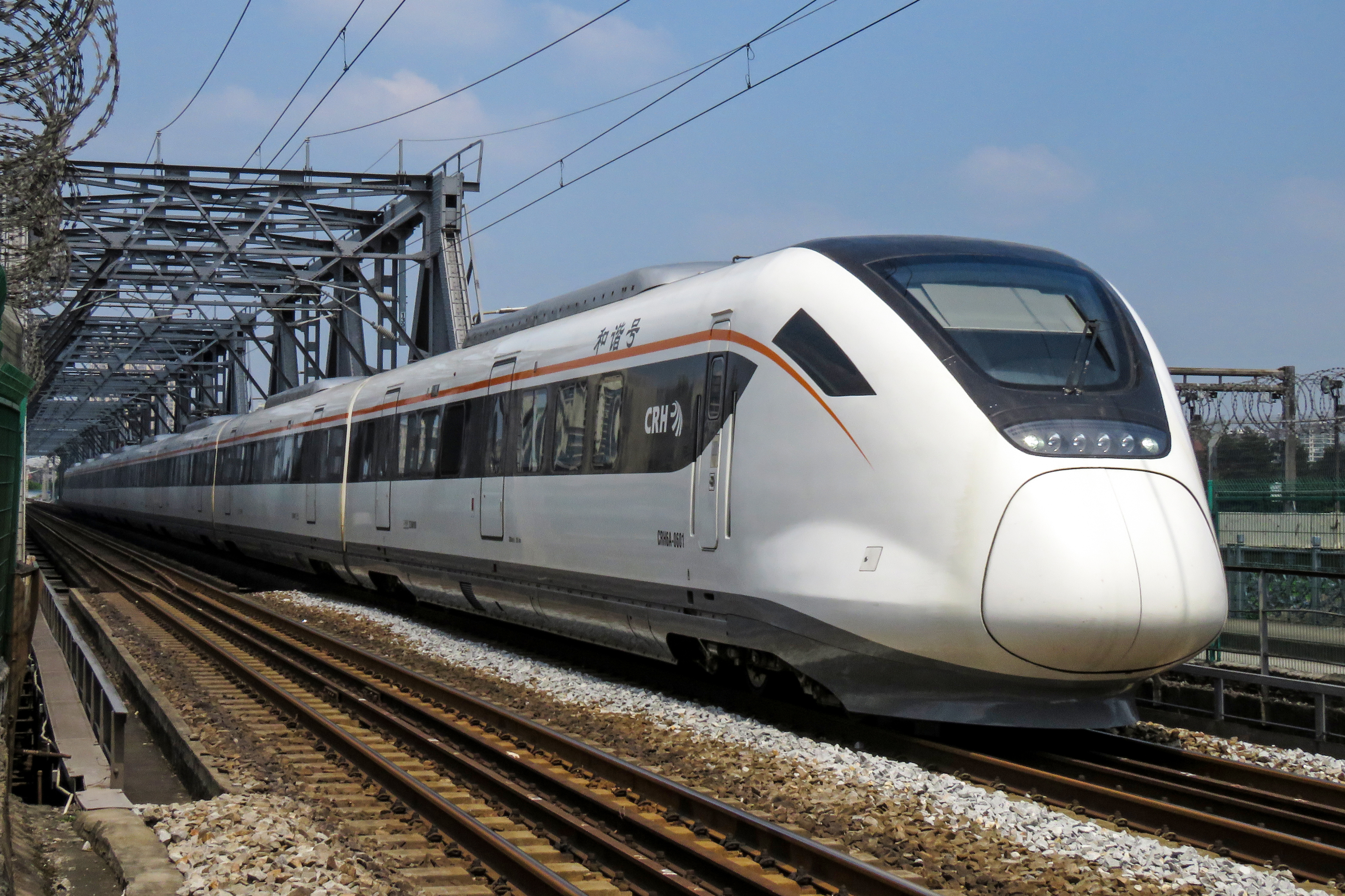
广佛肇城际铁路列车通过西桥
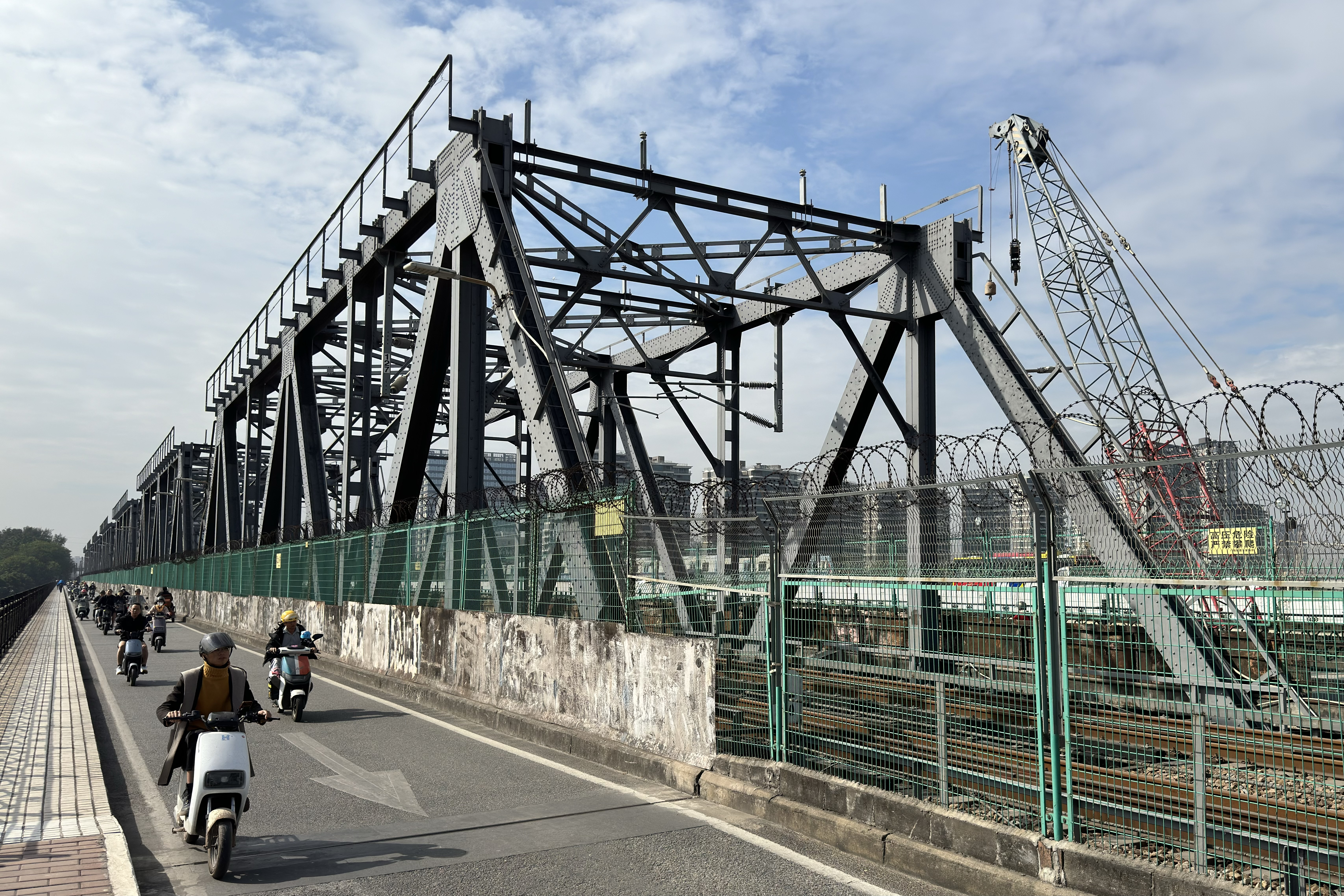
非机动车行驶于西桥的原公路车道上

### 文化价值
1950年代，本桥曾出现在广东省邮电管理局售卖的明信片上。1963年，本桥以“双桥烟雨”入选“羊城八景”，之后粤剧名家陳笑風也谱写了一首粵曲《双桥烟雨》。“双桥烟雨”指本桥的景致。由于本桥分为东西两桥，故称“双桥”；当烟雨朦胧时，登高遥观双桥，犹如两道彩虹跨在银光闪闪的两条珠江支流上，故而得名。
2014年，珠江大桥被列入首批广州市历史建筑名单。2023年11月，珠江大桥被列入第二批《广州市地名保护目录》。

### 事故与事件
船只事故：
- 2002年6月17日凌晨5时，珠江大桥西桥第四孔被一艘不明身份船只撞坏[16]。
- 2003年3月4日22时，一艘货船的顶部撞进珠江大桥西桥第三孔，珠江西桥自西向东方向公路桥面被封近13个小时[16]。
- 2003年3月2日晚，从南海小塘赶往和顺的一艘货船，由于珠江涨潮致船顶部撞进珠江大桥西桥第三孔，被卡长达两个多小时，珠江西桥自西向东方向公路桥面被封近13个小时[20]。

车辆事故：
- 2002年9月2日晚，一辆货柜车在珠江西桥东行时，失控将大桥护栏撞开6米大口，导致总长24米的人行横道水泥路面从主桥连接处开裂下沉，损伤严重。因此，半边珠江大桥封闭维修，期间每日22时至次日6时大桥暂停通行[28]。
- 2004年4月21日下午，一辆由南向北行驶的黄色环卫车突然撞断西桥两层铁护栏，一头栽入江中，司机用手砸破车窗游出水面逃生，珠江大桥因此发生交通阻塞达两小时之久[20]。

其他事件：
- 2006年3月22日，有市民发现珠江大桥桥身出现了7-8米的裂缝[29]，随后的28日，三茂铁路公司通过灌浆解决了这一问题[30]。
- 2008年1月17日下午，因地铁5号线施工时遭遇涌水，本桥东桥脚发生塌方，因此从当天16时起，交通部门暂停了本桥东向的车流，包括26条公交线路在内的车辆被迫绕道珠江隧道[31]。
- 2020年10月17日清晨，一名男子酒后在西桥附近不慎失足落水。所幸落水处留有西南大桥时期的旧桥墩供男子抱住，水警亦及时赶到将其救起，送医后无大碍[32]。
- 2024年4月1日，广湛高铁珠江四线特大桥西桥水面施工工地，浮台上一吊机发生倒塌，砸中珠江大桥西桥非机动车道范围部分护栏和桥体路面，所幸未造成人员伤亡[33][34]。

## 新一轮改造

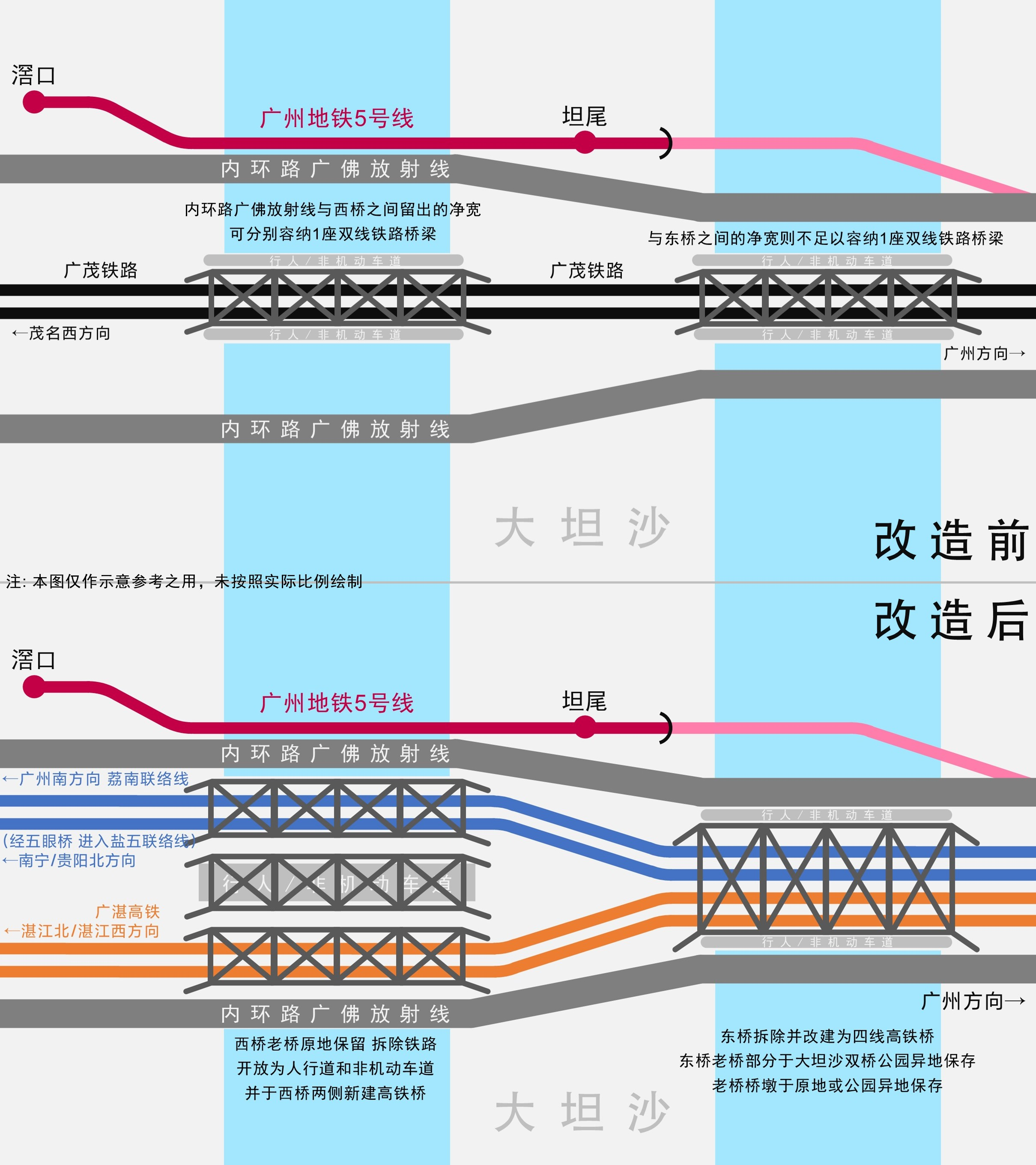
珠江大桥新一轮改造示意图

为配合广湛高铁和荔南联络线建设，大桥上既有的2条轨道需升级为四线高速铁路以进入广州站，因此本桥面临改造，以配合广湛高铁珠江四线特大桥建设。2019年，广湛高铁可行性研究报告提议拆除重建本桥，后获广东省和国铁集团联合批复。2022年10月31日，广铁集团广州工程建设指挥部组织召开了《新建广州至湛江高速铁路珠江桥建设方案唯一性论证报告》专家评审会，会后专家组认为改造并扩建本桥的方案是唯一合理可行的方案。2023年6月，《广湛高铁所涉珠江大桥历史建筑保护方案》公示。根据改造方案，东桥将新建桥墩和桥身，而西桥将修缮加固，改为行人和非机动车通道，不再拆除。东桥拆除前，将在南侧建设临时钢栈桥，以供行人过江。
|          | 东桥                                                                              | 西桥                                                                |
| -------- | --------------------------------------------------------------------------------- | ------------------------------------------------------------------- |
| 既有桥身 | 拆走，其中一榀移至双桥公园展示。                                                  | 修缮加固，改为人行和非机动车道。                                    |
| 既有桥墩 | 2座拆走，移至双桥公园展示； 4座外侧新建门式墩，以承载新的桥身。                   | 无变化                                                              |
| 新桥身   | 建于改造后的桥墩上。 两侧各有宽5.7米的人行和非机动车道；中间宽24米，设有4条轨道。 | 共2座，西桥和两侧广佛放射线之间各一座。 每座宽13.2米，承载2条轨道。 |

支持方认为，改造东桥方案是在线路确定的情况下较为折中的方案，兼顾了对大桥及周边建筑影响以及高铁项目进度。反对方则质疑各项论证都是在线路已批复的前提下做的；且广湛高铁于2019年动工，但建设方迟至2022年7月才向当局提出拆除方案。建设单位负责人回应称广湛高铁项目只做了文物考古方面的调查，并无进行历史文化遗产调查评估，故当初不知道珠江大桥为历史建筑。
2023年10月11日，广茂铁路广州站经珠江大桥至街边站区间停运。2024年5月23日，珠江大桥桥体改造工程进入实质性施工阶段。6月，西桥完成拆除铁轨，并改作供行人和非机动车使用的慢行道。9月，西桥开始桥体钢桁梁结构施工；广佛放射线部分区域亦自同月22日开始封闭，以保障西桥施工作业安全；而东桥的原有钢结构已于9月全数拆除。
2025年3月，东西桥钢桁梁顶推施工均完成。5月20日，大桥改建工程完成主体结构施工。

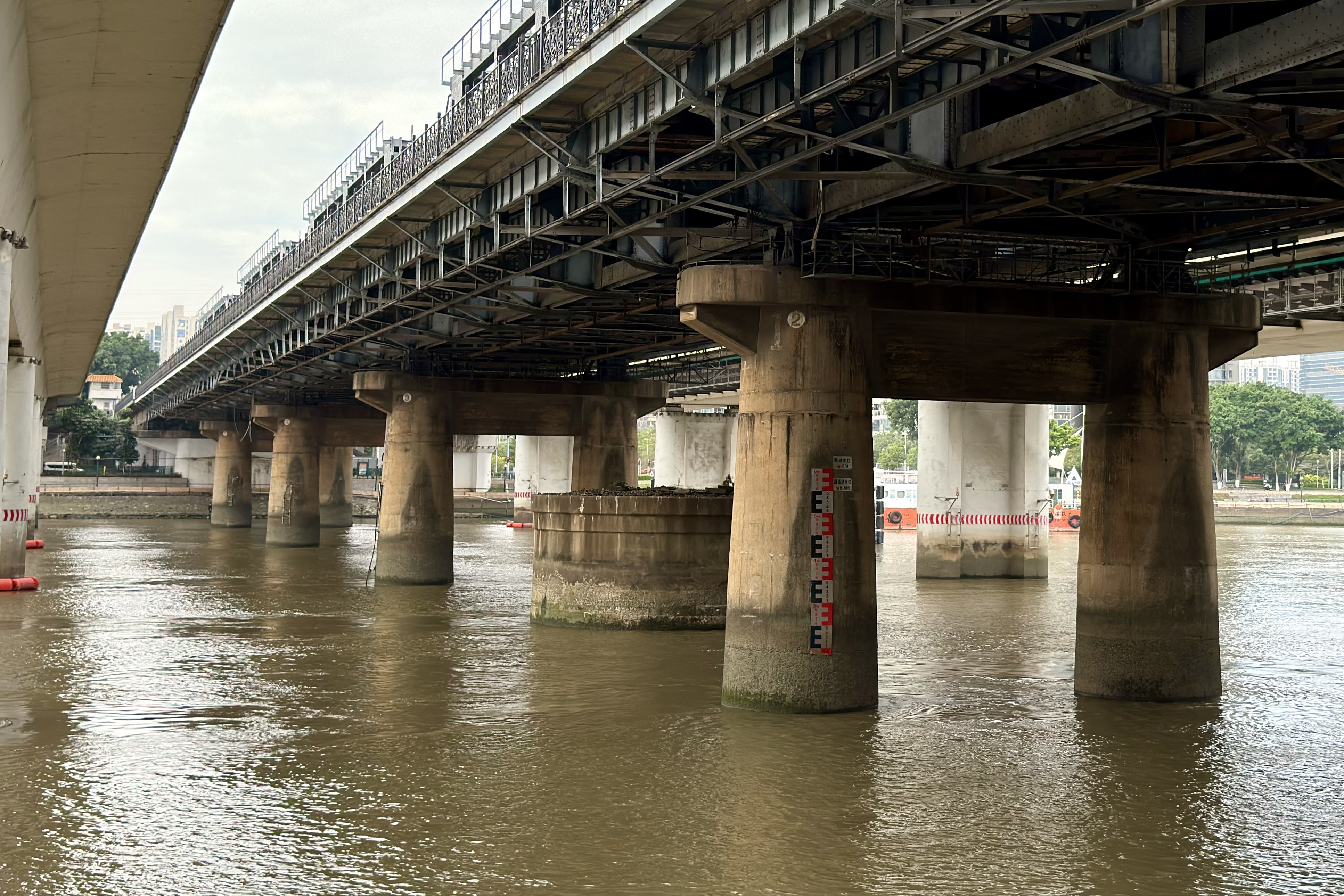
东桥既有桥墩。远离岸边的两座现用桥墩将被拆除；中间的遗留桥墩为西南铁桥未完工的旋转机构，改造方案未提及处置方式。
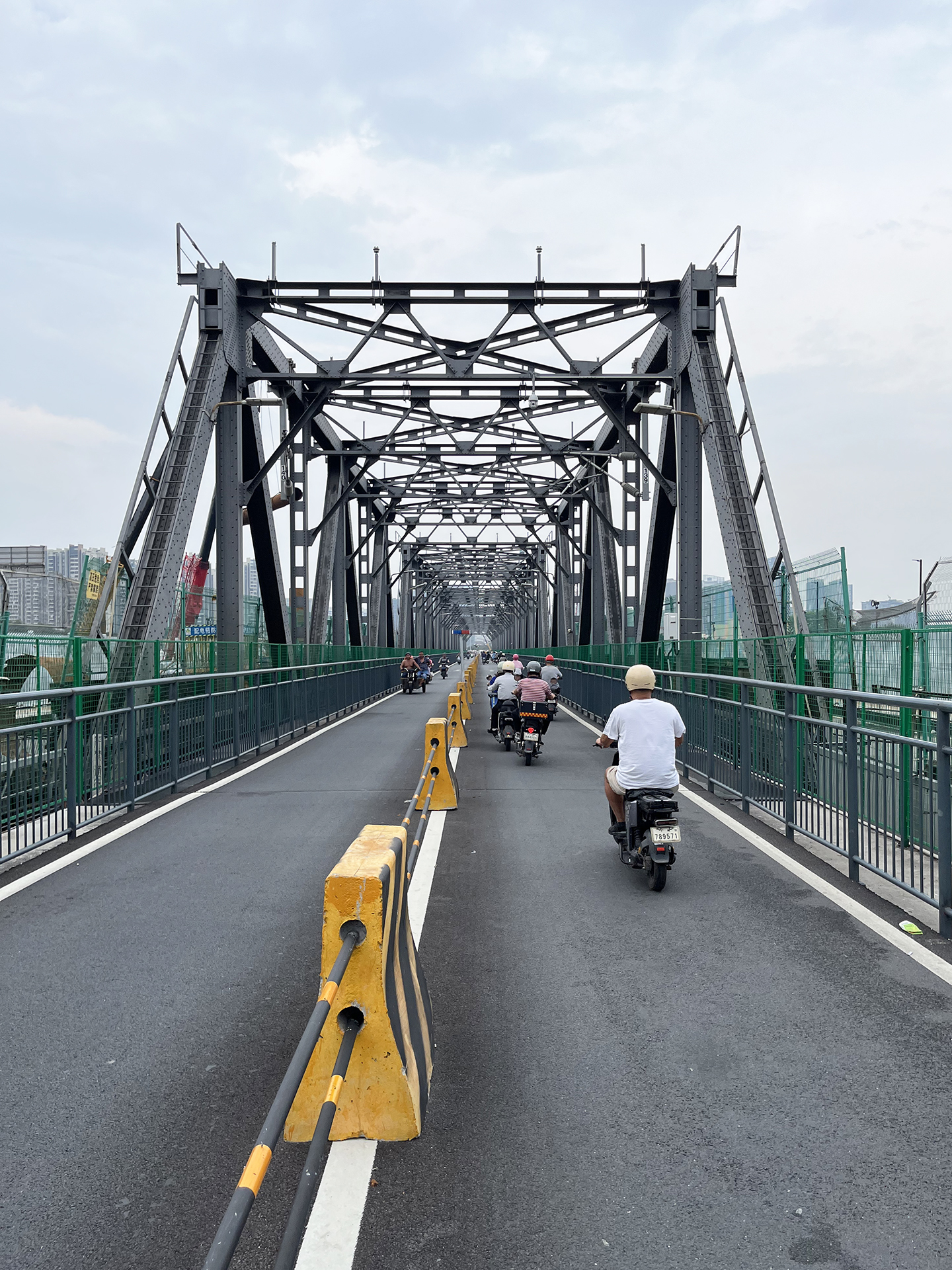
改造后的西桥，已开放为人行道和非机动车道。
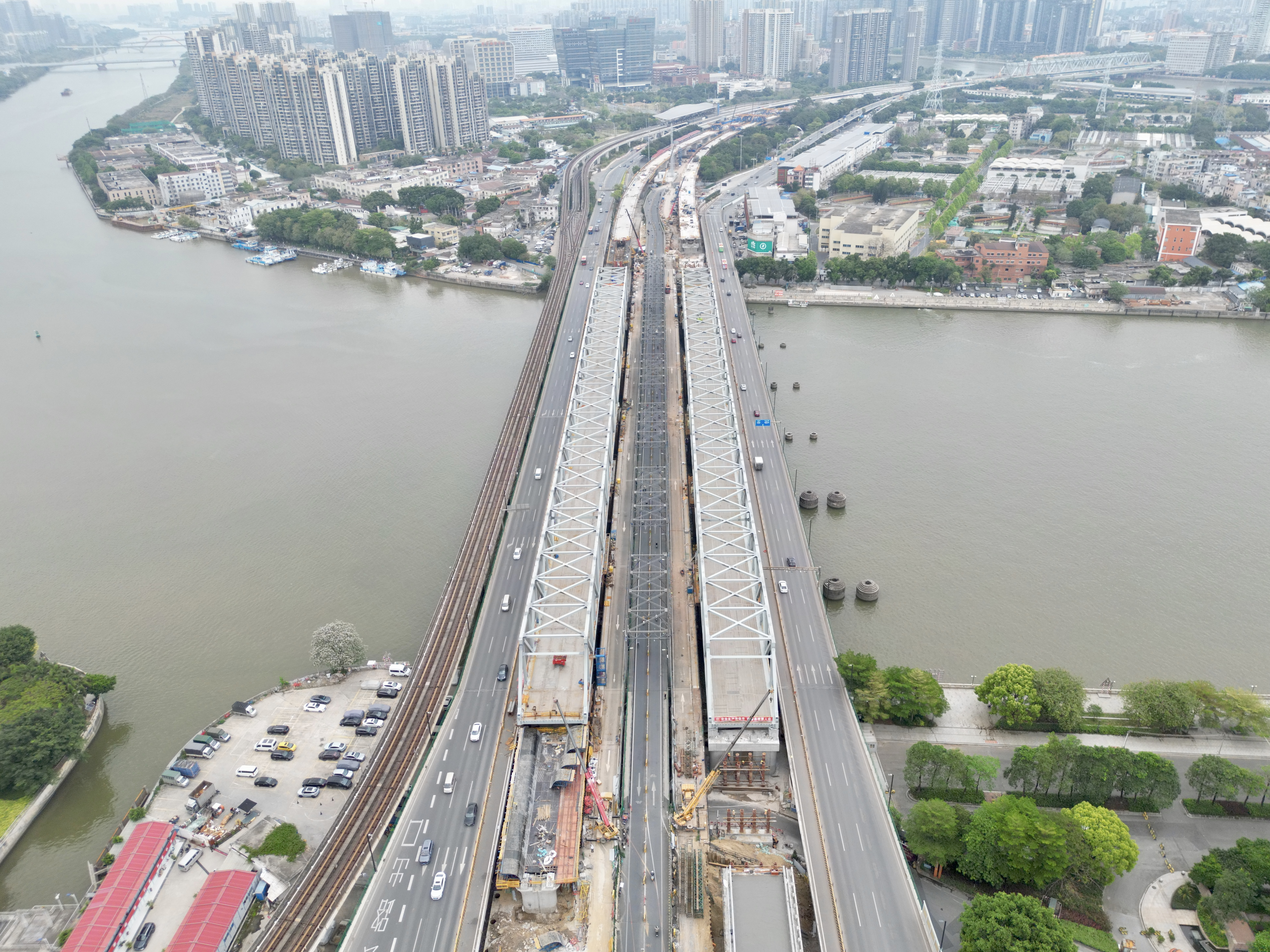
改造中的珠江大桥西桥及周边桥梁（2025年4月），可见两座新建的桥体，分别位于两侧广佛放射线与原西桥之间。
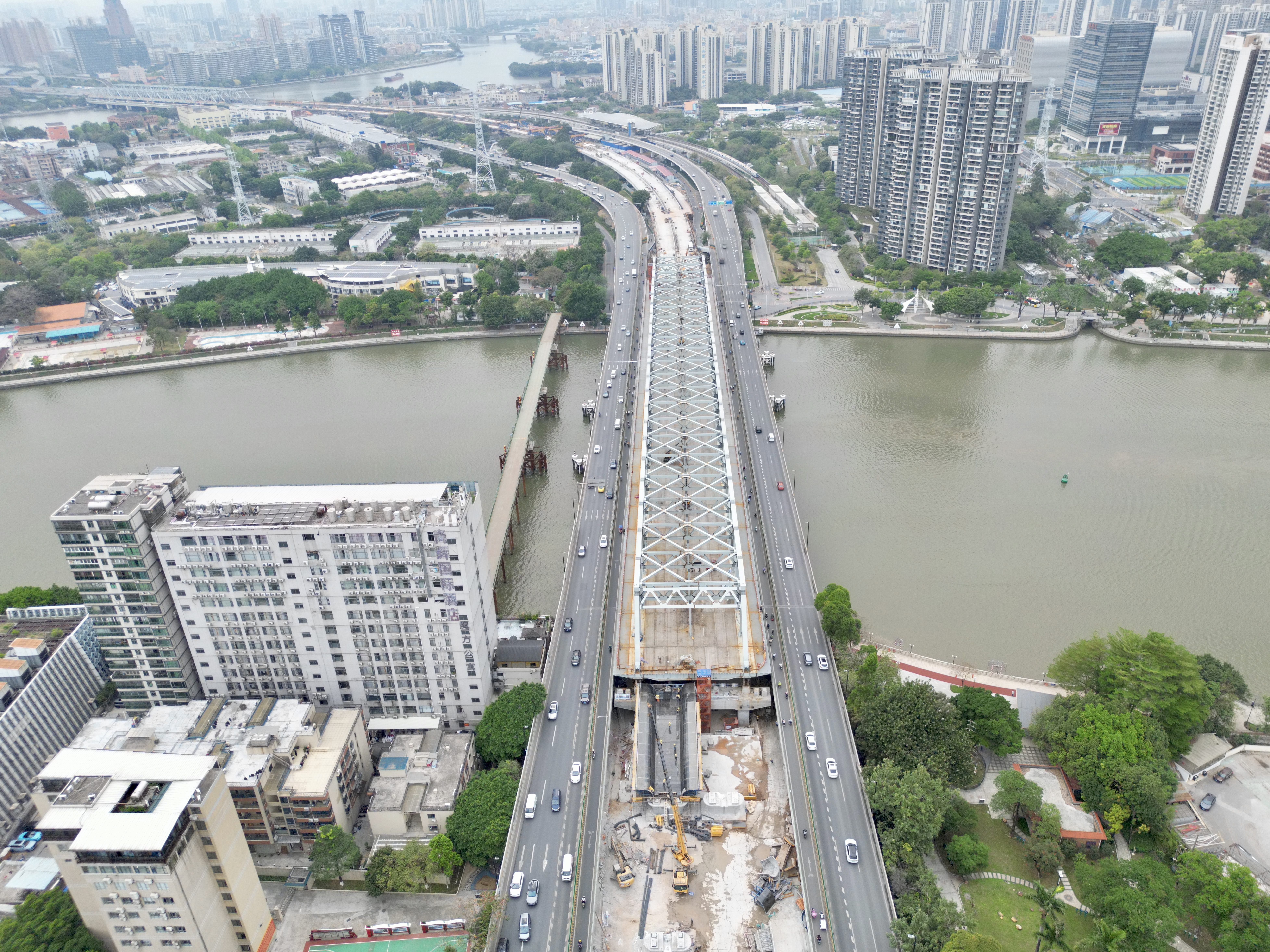
改造中的珠江大桥东桥及周边桥梁（2025年4月），可见原东桥位置正在重建为新的四线高铁桥，另可见左侧临时搭建的行人过江钢栈桥。